# Артиг (Вар)
Арти́г (фр. Artigues, окс. Artiga) — коммуна на юго-востоке Франции в регионе Прованс — Альпы — Лазурный берег, департамент Вар, округ Бриньоль, кантон Сен-Максимен-ла-Сент-Бом.
Площадь коммуны — 31,85 км², население — 222 человека (2006) с тенденцией к стабилизации: 216 человек (2012), плотность населения — 6,8 чел/км².

## Население
Население коммуны в 2011 году составляло 204 человека, а в 2012 году — 216 человек.
| 1962 | 1968 | 1975 | 1982 | 1990 | 1999 | 2004 | 2006 | 2009 | 2011 | 2012 |
| ---- | ---- | ---- | ---- | ---- | ---- | ---- | ---- | ---- | ---- | ---- |
| 46   | 62   | 53   | 70   | 112  | 110  | 191  | 222  | 205  | 204  | 216  |

Динамика населения:

## Экономика
В 2010 году из 119 человек трудоспособного возраста (от 15 до 64 лет) 89 были экономически активными, 30 — неактивными (показатель активности 74,8 %, в 1999 году — 47,7 %). Из 89 активных трудоспособных жителей работали 72 человека (39 мужчин и 33 женщины), 17 числились безработными (4 мужчины и 13 женщин). Среди 30 трудоспособных неактивных граждан 8 были учениками либо студентами, 7 — пенсионерами, а ещё 15 — были неактивны в силу других причин.
На протяжении 2010 года в коммуне числилось 81 облагаемое налогом домохозяйство, в котором проживало 226,0 человек. При этом медиана доходов составила 18 497 евро на одного налогоплательщика.

## Фотогалерея

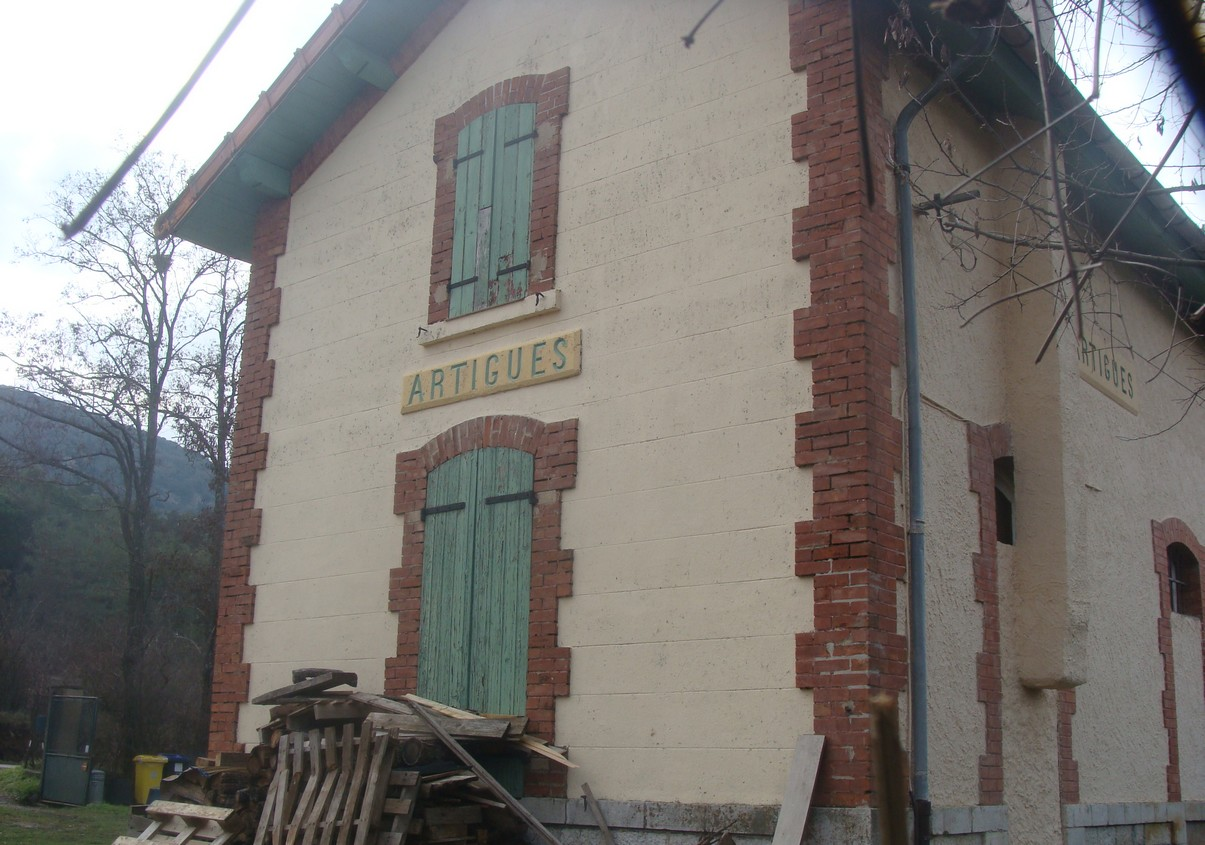
Здание вокзала
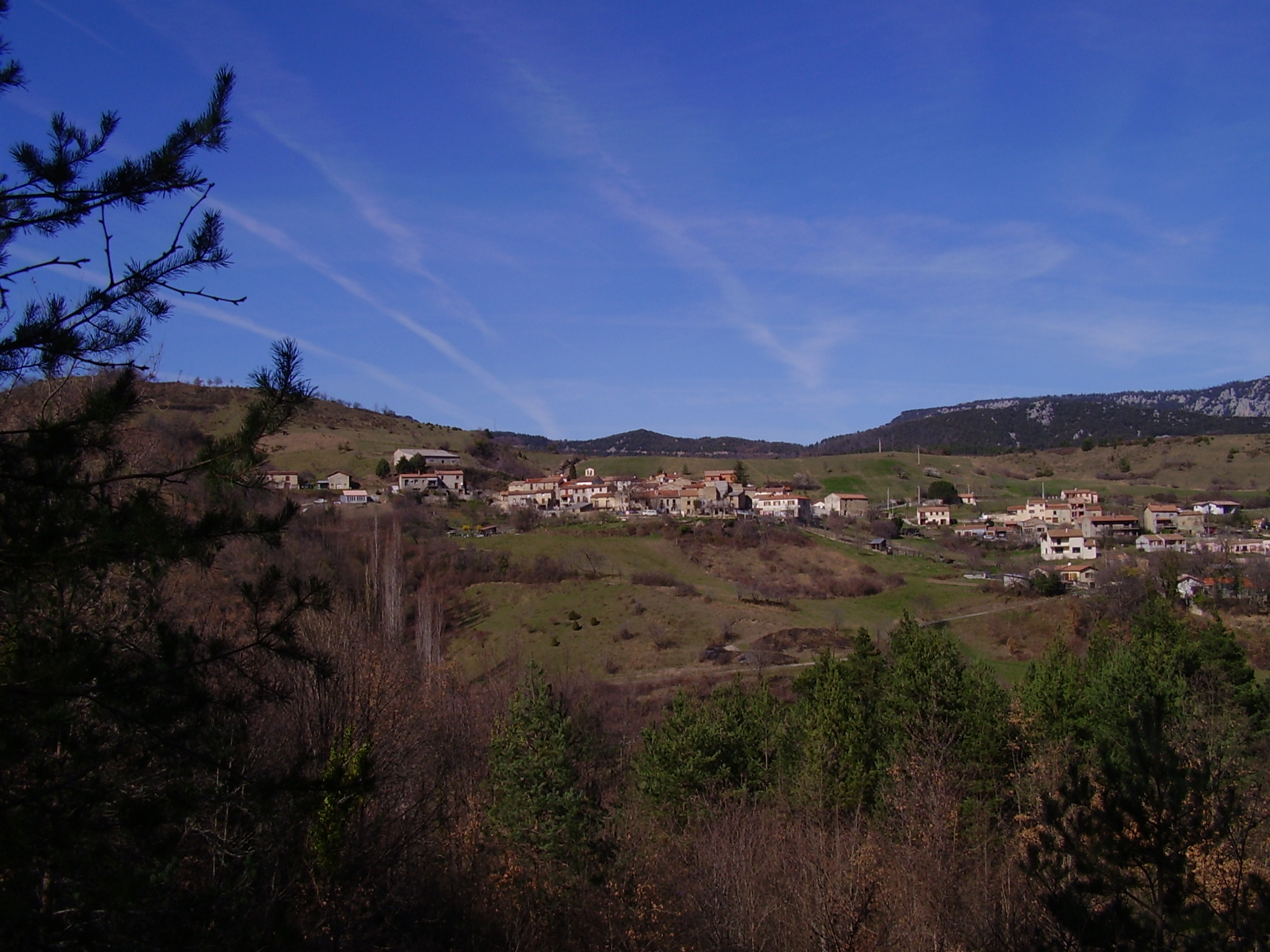
Вид на коммуну